# Membraniporella distans
Membraniporella distans är en mossdjursart som beskrevs av William MacGillivray 1882. Membraniporella distans ingår i släktet Membraniporella och familjen Cribrilinidae. Inga underarter finns listade i Catalogue of Life.